# Wzgórze czarownic

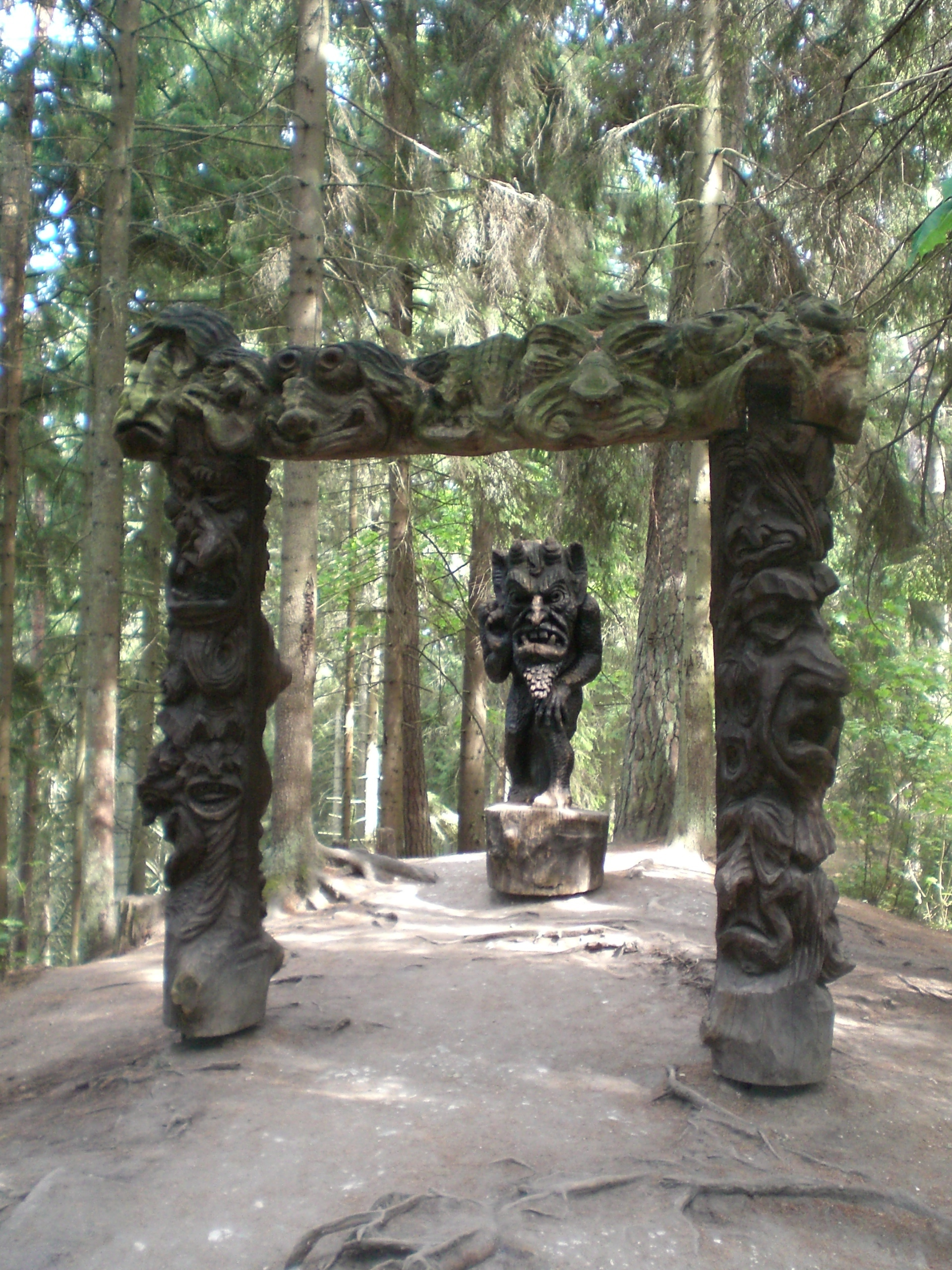
Raimundas i Anicentas Puškoriai "Lucyfer i bramy piekieł", 1979 r. Rzeźba ze Wzgórza czarownic, Juodkrantė

Wzgórze czarownic (lit. Raganų kalnas) – plenerowa galeria rzeźb niedaleko Juodkrantė na Litwie.

## Opis
Obiekt położony jest na zalesionej 42-metrowej wydmie, około 0,5 kilometra na zachód od Zalewu Kurońskiego, wzdłuż Litewskiego Nadmorskiego Szlaku Rowerowego. Jej tworzenie rozpoczęto w 1979 r. z inicjatywy leśniczego Jonasa Staniusa: wtedy, podczas obozu twórczego pod kierunkiem rzeźbiarza Steponasa Šarapovasa i architekta Algimantasa Nasvytisa, powstało pierwsze 25 rzeźb.  
Podczas kolejnych spotkań artystycznych, galeria była kilakrotnie rozbudowywana. Na terenie galerii w 2009 r. znajdowało się ponad 100 drewnianych rzeźb, rozmieszczonych wzdłuż wytyczonych  ścieżek. 
Tworząc rzeźby, artyści nawiązywali do długiej tradycji snycerstwa na Żmudzi, a także do równie długiej tradycji obchodów święta  Joninės (Noc Świętojańska) na wzgórzu. Dzieła przedstawiają postacie z folkloru litewskiego i tradycji pogańskich, takie jak diabły, czarownice i bohaterowie legend. Regularnie organizowane są tu plenery rzeźbiarskie, podczas których powstają nowe prace.
Galerią opiekuje się lokalne Muzeum Neryngi.

## Galeria

Rzeźby ze Wzgórza Czarownic niedaleko Juodkrantė (wybór)
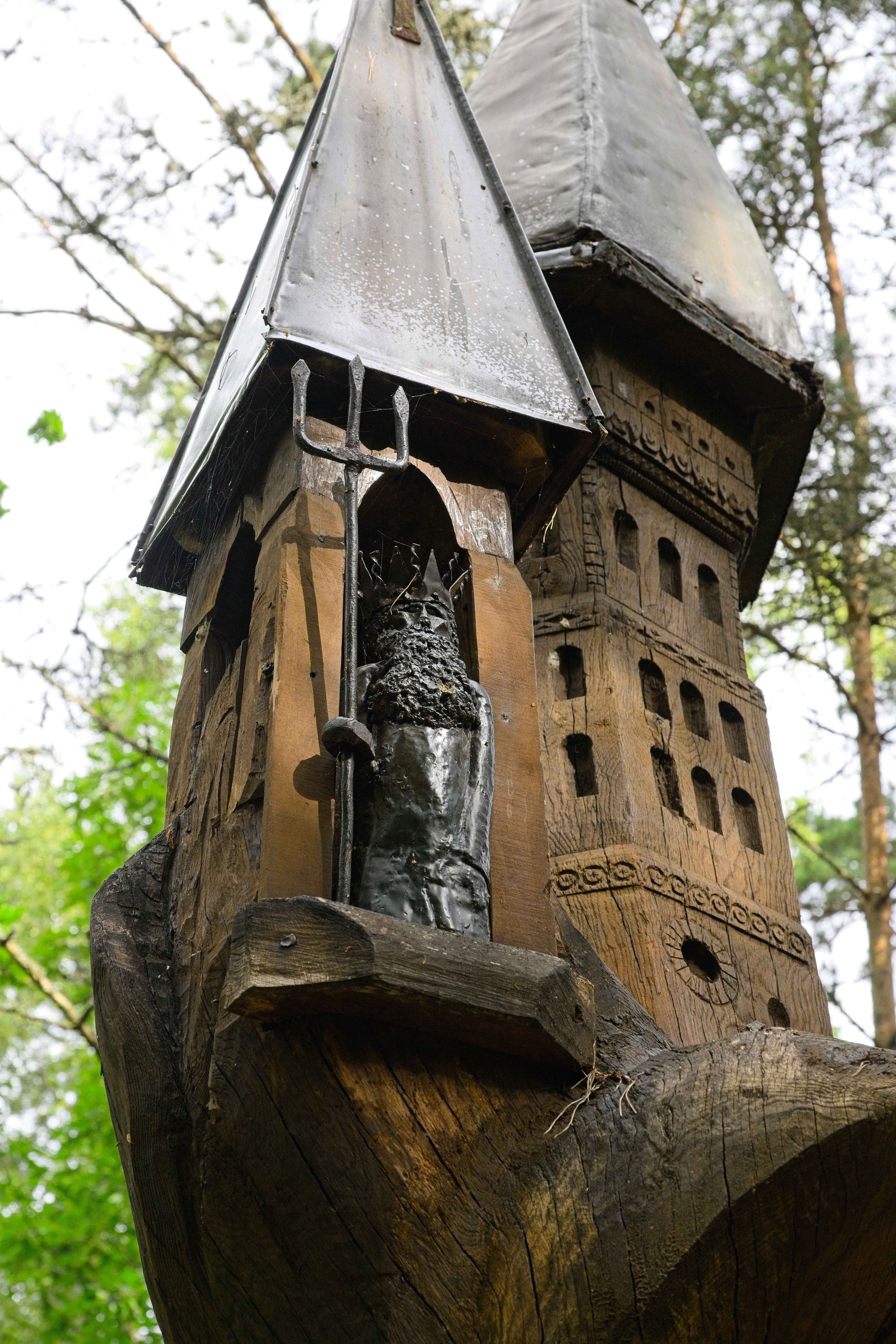
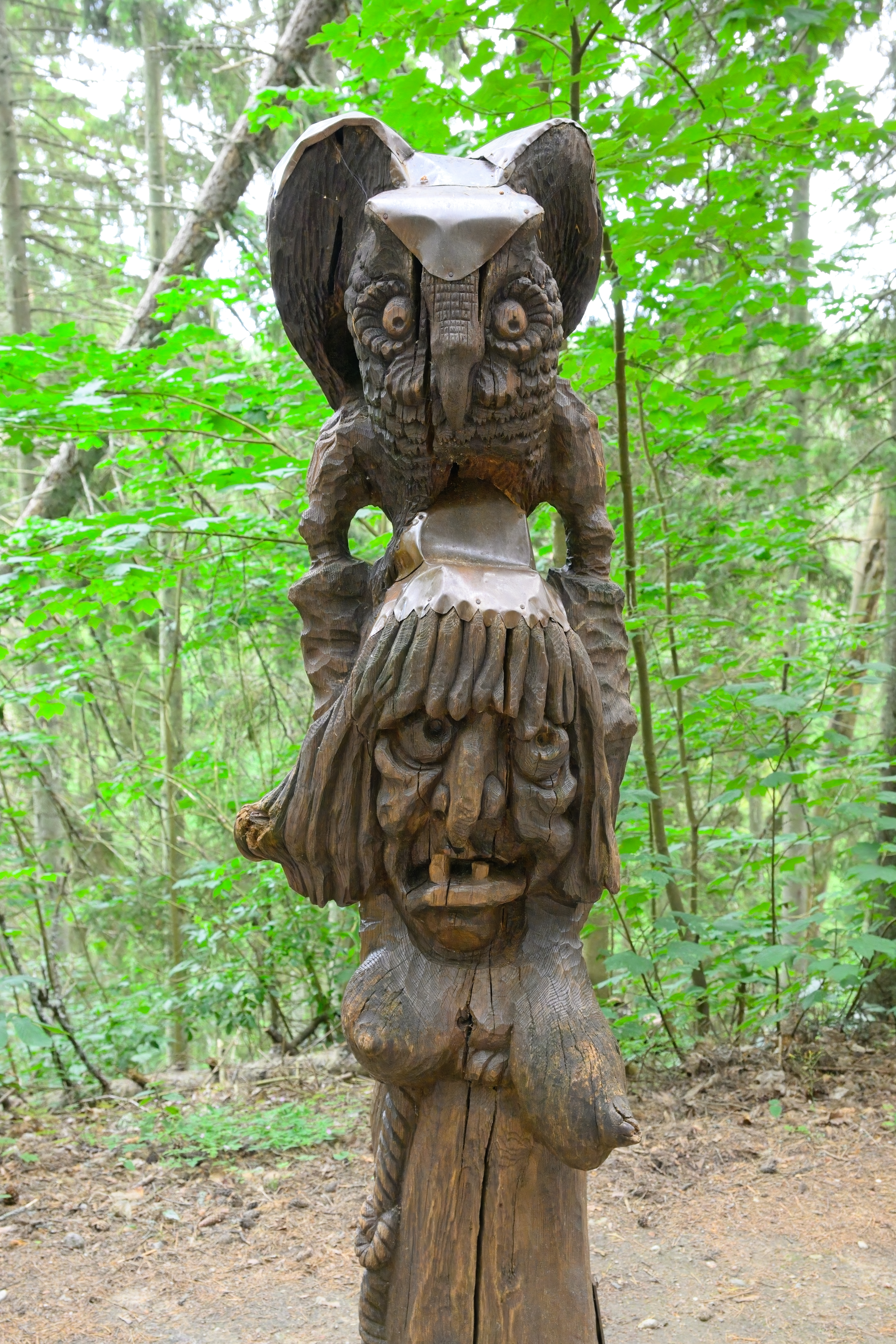
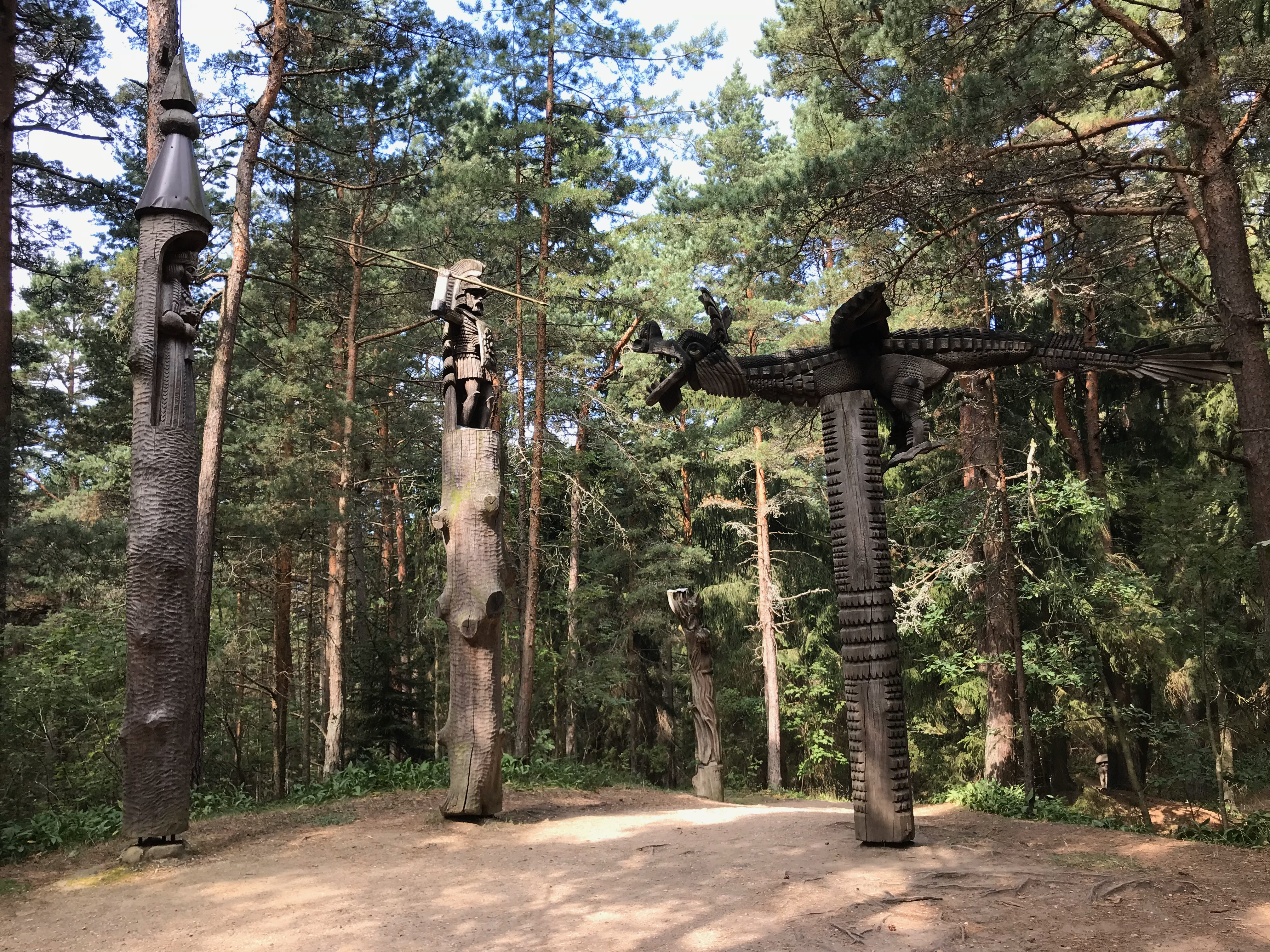
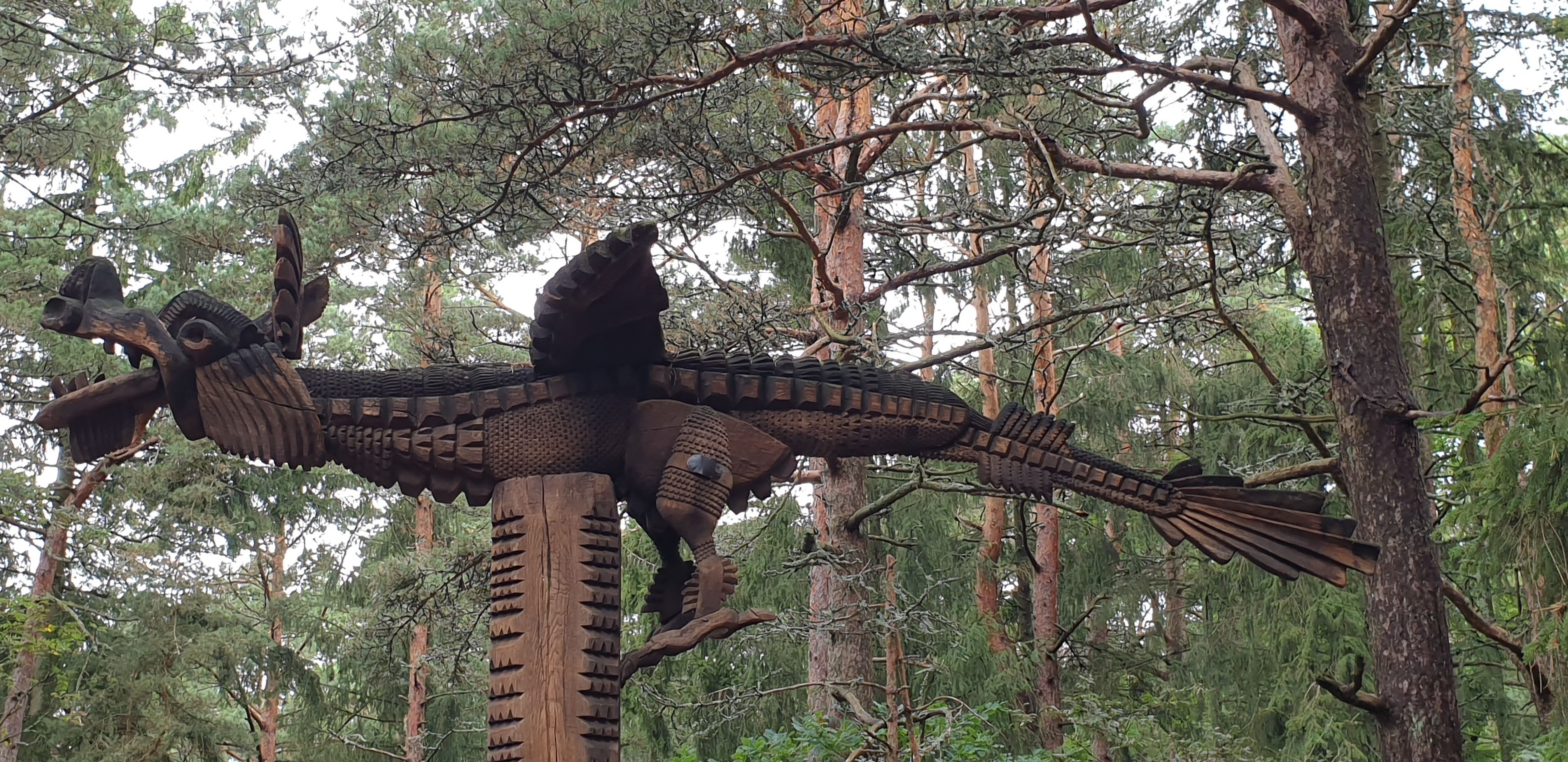